# Giovanni Botero
Giovanni Botero (Bene Vagienna, Itália, por volta de 1544 - Turim, Itália, 27 de junho de 1617) foi um pensador, padre, poeta, diplomata, estadista e economista italiano .
Sua obra mais importante é Delle cause della grandezza delle città, de 1588.
Pertencente ao grupo mercantilista italiano, publicou em 1589 o influente Della ragion di stato  .

## Trajetória
Como estudante desde 1559 e depois como professor de retórica em escolas italianas e francesas, seus inícios se inserem no mundo jesuíta. Mas ele já tinha relações complicadas com a hierarquia da Companhia de Jesus, e de fato foi excluído dela em 1580 .
Mais tarde tornou-se protegido do cardeal de Milão, Carlos Borromeu, de quem seria secretário a partir de 1582. Após a morte de Borromeo em 1584, Botero colocou-se ao serviço de Carlos Emanuel I, Duque de Saboiaa, que o enviou em missão secreta para Paris (França) com René de Lucinge. Ali permaneceu durante todo o ano de 1585 .
A partir de 1586, colocou-se a serviço do cardeal Federico Borromeo (1564-1631), primo de seu protetor. Ele foi seu tutor em Roma, e depois seu conselheiro e secretário até 1598.
Botero também foi consultor da congregação Index desde 1587. Federico foi nomeado cardeal em 1588, e isso o aproximou da Cúria Romana. Em seguida, escreve os livros que o tornarão conhecido em toda a Europa: Delle cause della grandezza delle città, 1588; Della ragion di stato, 1589 e Le Relazioni universali, 1591-1596 .

## Forma de pensamento
Della ragion di Stato é uma obra dedicada a essa razão de estado um tanto indefinida, que provocará um debate europeu por décadas. O livro tem uma relação próxima, mas muito ambivalente, com Maquiavel, pois embora seja anti-maquiavélico em sua ideia de príncipe, retoma sua linguagem e todo seu pensamento. Com seu antimaquiavelismo, ele ataca o pensamento político e jurídico francês, lançado por Jean Bodin .
Michel Foucault rejeita o caráter muito imponente com que a teoria que carrega esse rótulo é interpretada.

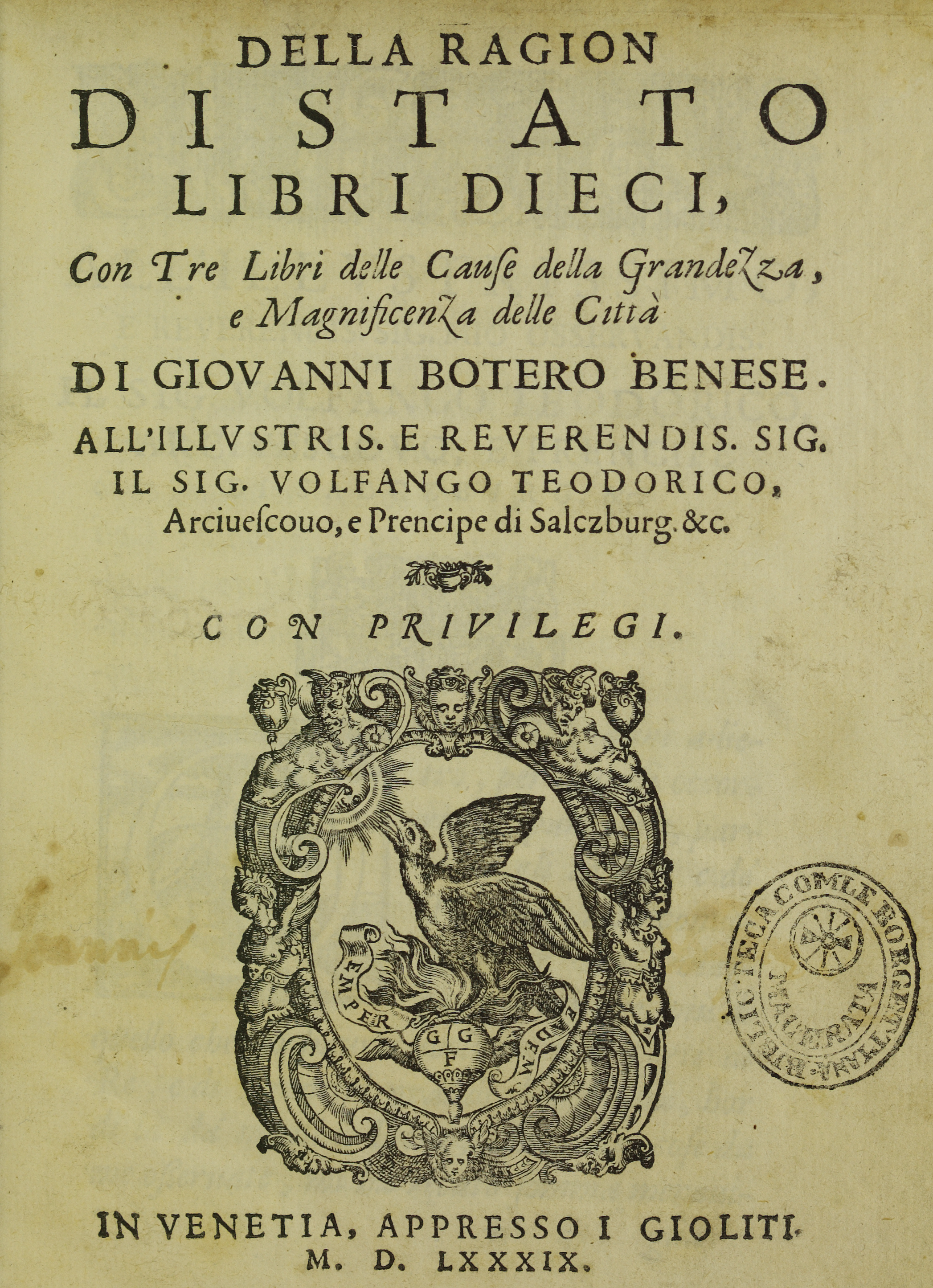
Uma das principais obras de Botero foi Della ragion di stato, 1589.

Botero busca uma aliança entre poderes temporais e espirituais, e defende a confessionalização na ação política, em busca da 'preservação' do Estado. Dizem que autores como Adam Smith, David Ricardo e Thomas Malthus eles devem parte de seus legados a ele. Em toda a teoria política espanhola do século XVII, Botero pesou de forma manifesta .